# Gustav Adolf Olsson
Gustav Adolf Olsson, född 25 februari 1910 i Stockholm, död 27 juni 1985, var en svensk målare. 
Gustav Adolf Olsson föddes i Stockholm men kom som åttaårig till Norrtälje dit hans familj flyttade 1918. Som konstnär var Olsson autodidakt och han arbetade med ett varierande antal motiv olika tekniker. Han debuterade i en utställning i Östersund i slutet av 1930-talet, och kom därefter att medverka i ett flertal samlingsutställningar med Roslagens konstnärsgille och han ställde 1946 ut på Liljevalchs konsthall i Stockholm tillsammans med några andra Norrlandskonstnärer. I övrigt ställde han bland annat ut i Uppsala (med Roslagens Konstnärsgille), Östersund och Kiruna. Han vistades mycket i norra Sverige och Nordnorge så mycket av hans landskapsmotiv är hämtade från Svolvaer och Kirunatrakten. En retrospektiv utställning med hans konst visades på Norrtälje konsthall 1984 som omfattade en 40-årig tidsperiod. 
. 